# كلمية عريضة الأوراق
كلمية عريضة الأوراق (الاسم العلمي:Kalmia latifolia) هي نوع من النباتات يتبع جنس الكلمية من الفصيلة الخلنجية.

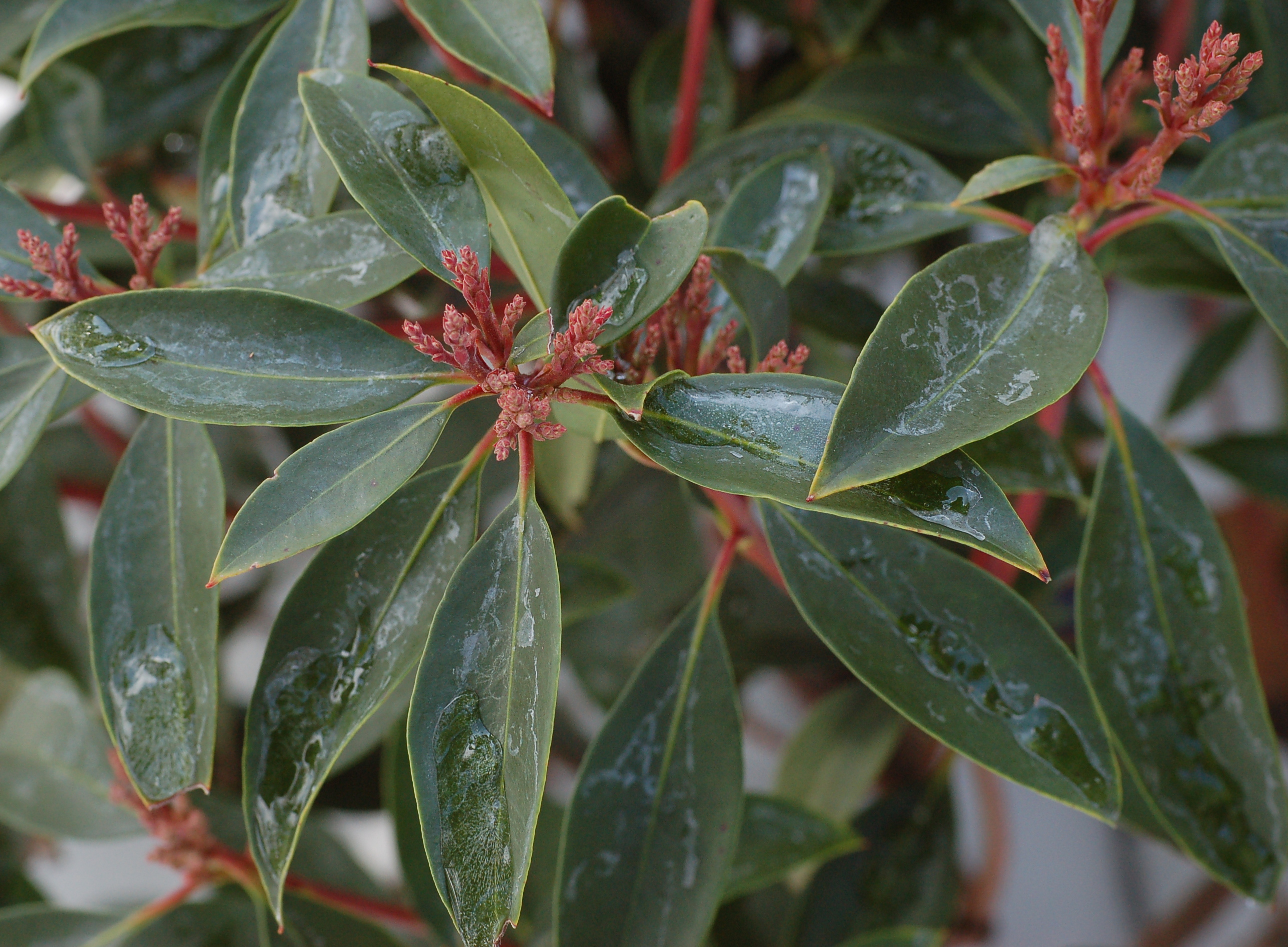
K. latifolia leaves and early buds
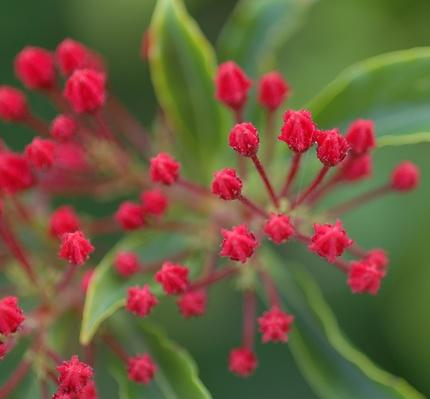
Flower buds
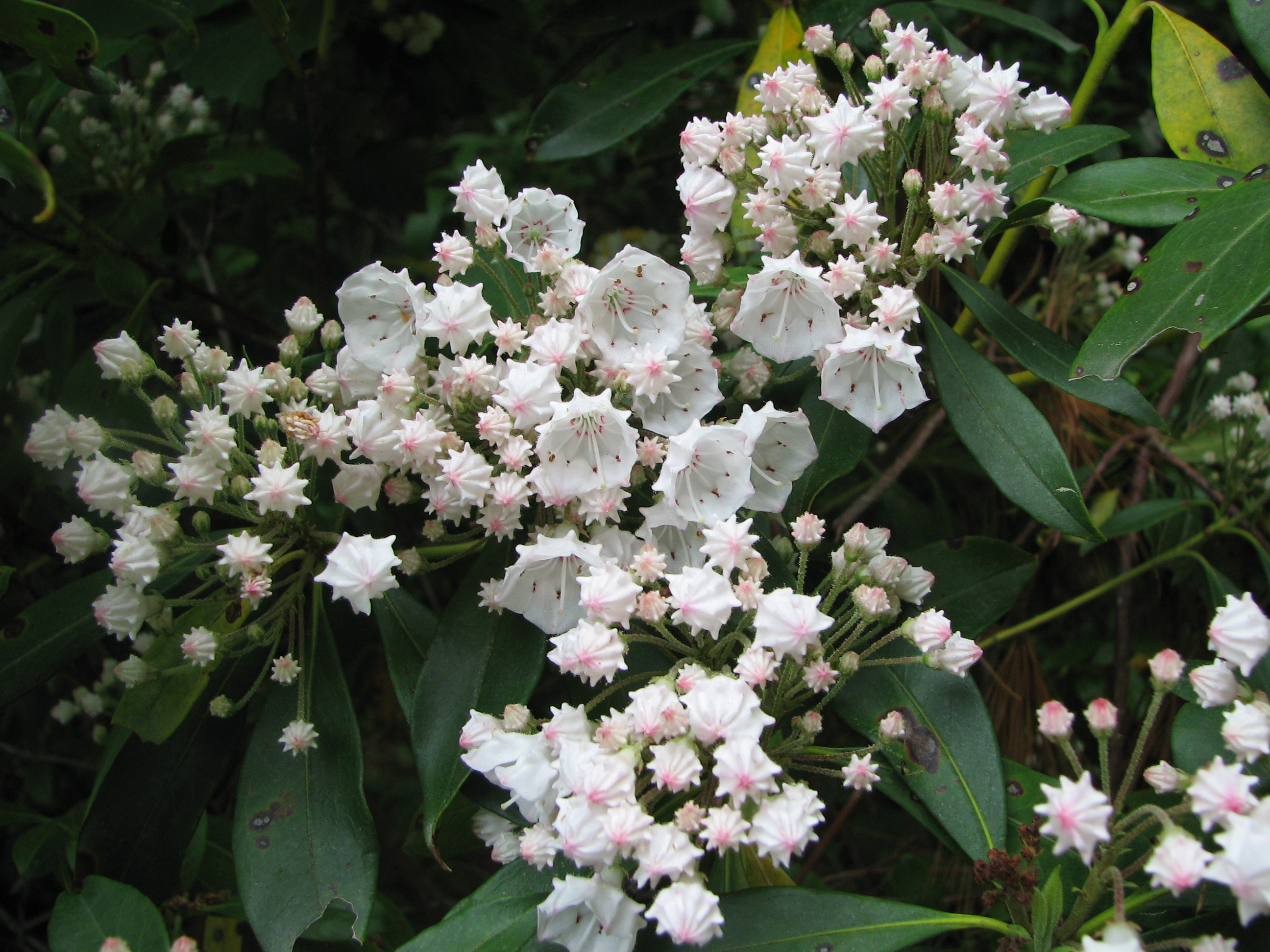
Beginning to bloom
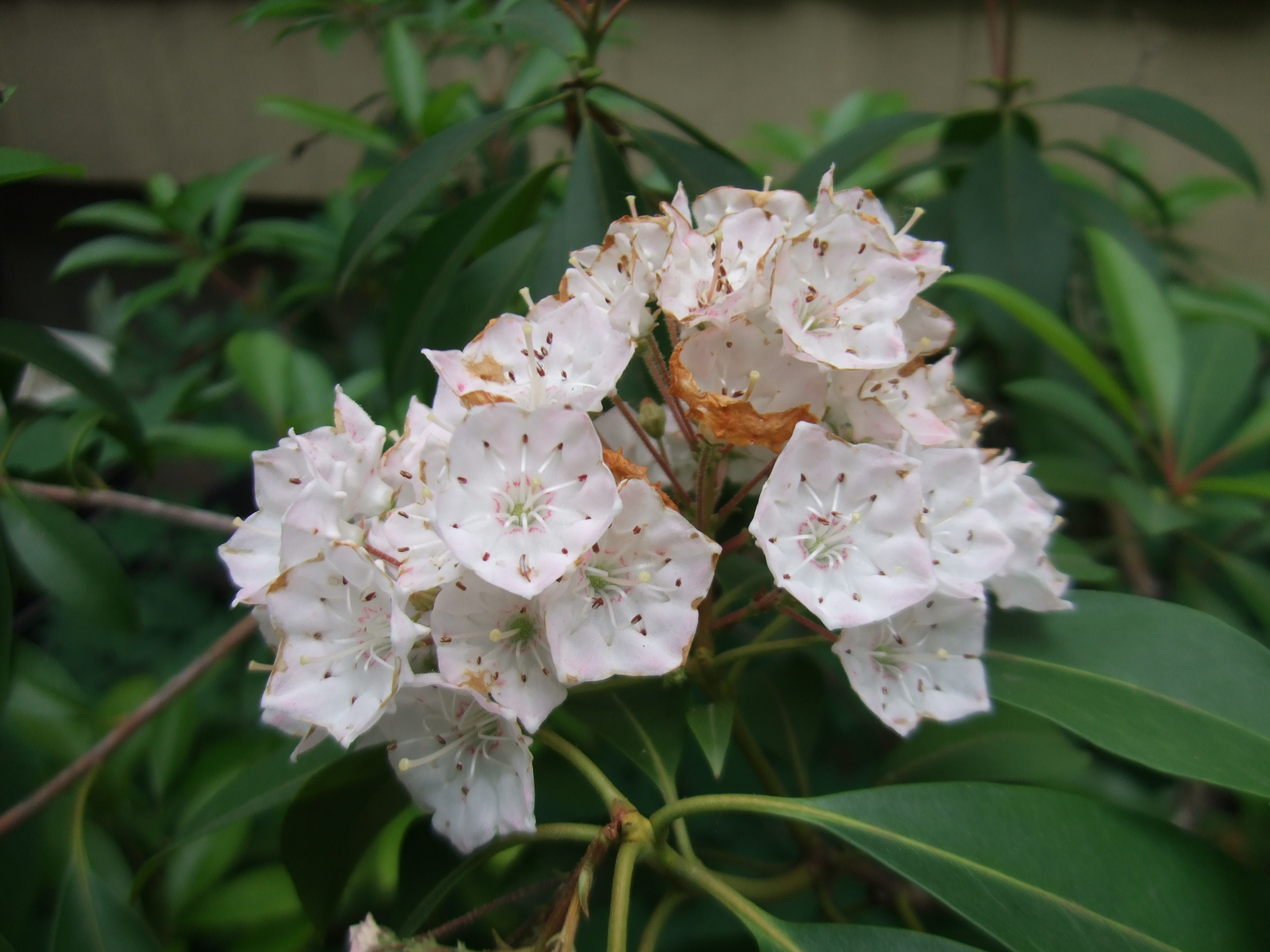
Full bloom
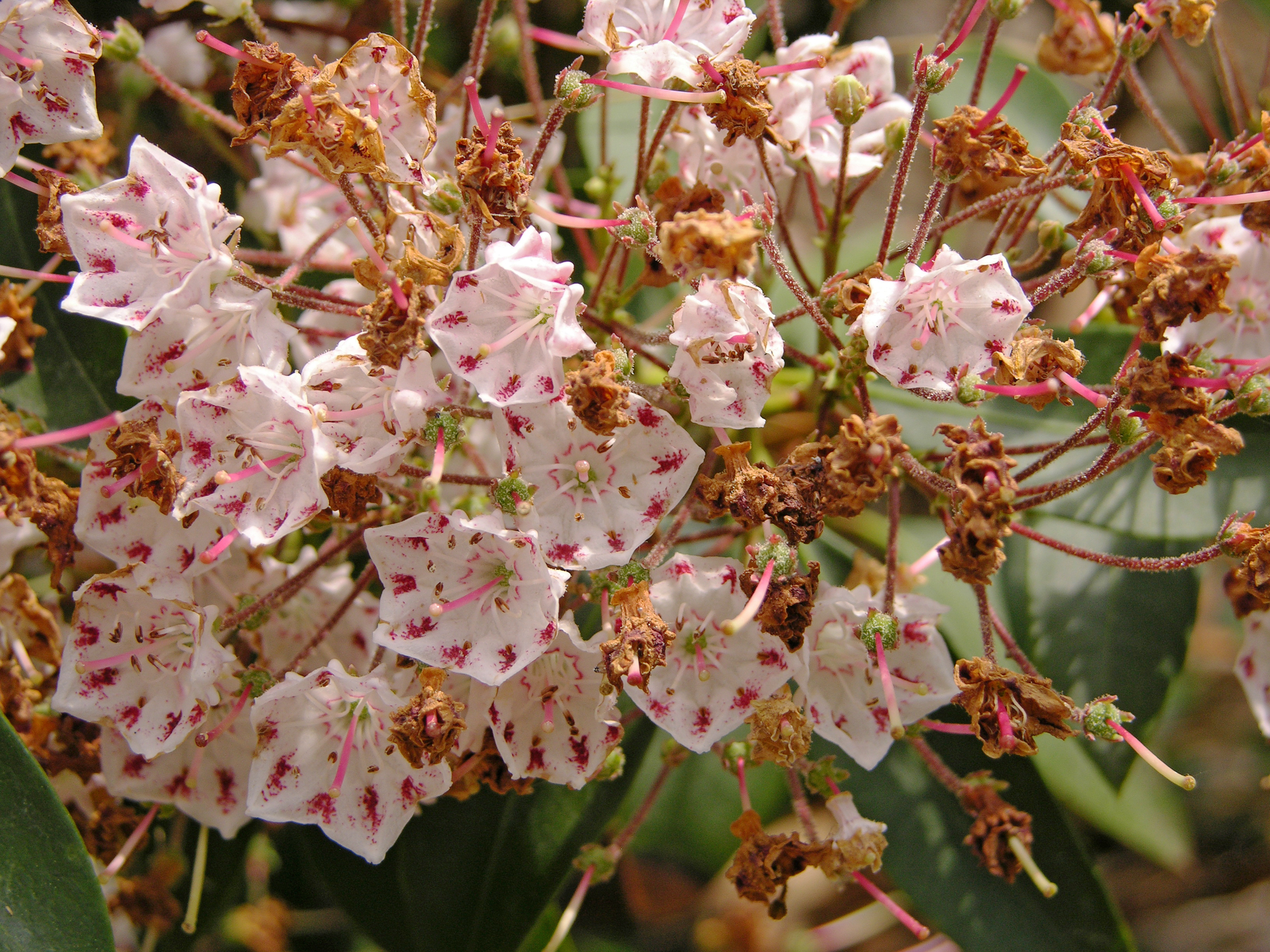
Blooming and wilted flowers on the same flower head